# Maria do Monte Pereira
Elisa de Jesus Pereira,mais conhecida como Maria do Monte, ( ilha da Madeira, 1897 - 18 de Dezembro de 1963), foi uma religiosa madeirense nascida no seio de uma família numerosa composta por 10 filhos. Os pais faleceram quando ela a jovem tinha apenas 17 anos, e  dois anos mais tarde expressou o seu interesse na entrada numa congregação religiosa, contudo, deparou-se com uma forte oposição familiar, visto ter dois irmãos mais pequenos de quem tomava conta. Assim, querendo realizar o seu sonho, pediu à Soror Verónica de Jesus Marturet  para integrar a Congregação, onde entrou em 1929 (1926?) e na qual permaneceu até à morte, em 1963 
No dia 4 de Março de 2007, na capela da Casa das Irmãs Hospitaleiras do Sagrado Coração de Jesus(São Gonçalo) foi aberto o processo de beatificação e canonização da religiosa madeirense. A vida da Irmã Maria do Monte foi idêntica à de outras religiosas que procuravam sobretudo obedecer à vontade de Deus, servindo ao próximo e principalmente aos doentes. O segredo escondido que Jesus Cristo lhe revelou no dia da profissão  só os seus directores espirituais tiveram conhecimento.
Grande parte da sua vida foi direccionada aos doentes na Casa de repouso de Belas, na Casa de Saúde do Bom Jesus e, no Funchal, na Casa de Saúde Câmara Pestana. Demonstrou sempre uma preocupação materna pelos problemas sociais, participando nos trabalhos com uma alegria contagiante, era capaz encontrar soluções para todo o tipo de tensões, dando sempre destaque à sua grande intimidade com Jesus Cristo. As dores do fígado agravaram-se  graças a uma grave queda que lhe fracturou uma clavícula.  Os últimos dois meses da sua vida foram tortuosos pois Maria do Monte foi sujeita a uma operação com duração de quatro horas. O coração não resistiu e a 18 de Dezembro de 1963,  época aquando o povo cristão madeirense celebrava as Novenas do Parto (a religiosa, na sua juventude, tinha participado, na sua paróquia de Santo António ).
Assistiu à abertura do processo de beatificação o Padre Giulio Gritti, director espiritual da serva de Deus na Madeira. Durante a vida de Maria do Monte Pereira o Padre Gritti perante uma realidade espiritual  incomum, pediu à Irmã  que registasse por escrito os seus colóquios espirituais com Deus. Assim, o padre guardou os documentos. Após a morte de Maria do Monte, enviou alguns desses documentos a um padre jesuíta pedindo a sua opinião, por escrito. Outros leram o texto e manifestaram a sua opinião favorável. Por fim, o documento chegou à Casa da Congregação em Roma. De passagem por Roma foi recebido o Postulador da Causa e irmãs da Congregação no Pontifico Colégio Português que, mais tarde, vieram ao Funchal a pedir-me a introdução do processo de beatificação. Tanto a Conferência Episcopal Portuguesa como a Congregação para a Causa dos Santos deram o «Nada obsta» para abrir o processo e constituir o Tribunal. O processo da Irmã Maria do Monte recorda o de Santa Teresinha do Menino Jesus após o aparecimento do magnífico livro biográfico «A História de uma Alma».